# Blancanieves (personaje de Disney)
Blancanieves (ocasionalmente también escrito como Blanca Nieves; conocida como Snow White en su versión original en inglés) es un personaje ficticio y la protagonista del largometraje animado Snow White and the Seven Dwarfs de Disney de 1937, basada en el personaje titular del cuento de hadas de mismo nombre.
Blancanieves fue la primera princesa de Disney y como tal miembro de la franquicia Princesas Disney creada en el año 2000. Además, es el primer personaje femenino ficticio con una estrella en el Paseo de la fama de Hollywood. Con el título de "La más bella de todas", ha seguido inspirando rasgos similares en futuras heroínas de Disney, como cantar para expresar sus emociones y comunicarse con animalitos silvestres.

## Perfil

### Personalidad
Blancanieves es una princesa de nacimiento que se ve forzada a la servidumbre por su malvada madrastra, la Reina Grimhilde. Ella es inocente y un poco ingenua, pero nunca pierde la fe en su anhelo de que el verdadero amor algún día llegará a buscarla. Ella sigue siendo alegre y amable, sin importar lo mal que su madrastra la trate.
Ella es una optimista nata, que siempre va a ver la botella medio llena, no importa lo sombrías que las cosas parezcan. Una soñadora en silencio, le encanta ayudar a los menos afortunados que ella y nunca juzga a la gente. Con una naturaleza amable, gentil y femenina, que sigue su corazón y hace lo que ella siente que es correcto incluso si eso puede traerle problemas. Por ejemplo, cuando ayuda a una sospechosa anciana al llevarla a la casa después de que Gruñón le dijo que no permitiera entrar a nadie.
Ella ve el lado bueno de todo y de todos, casi hasta la exageración, pero a través de todo es una buena persona con un gran corazón y un alma maternal que puede encantar a cualquiera, incluso Gruñón. 

### Vestuario
Blancanieves es una princesa descrita por el Espejo Mágico con "pelo tan negro como el ébano, labios tan rojos como la rosa, piel tan blanca como la nieve". Se la representa con el cabello corto, ojos marrones y lleva un maquillaje sutil y colorete. Aunque al principio de la película aparece vestida con harapos su vestido original e icónico es un corpiño azul con mangas abullonadas de rayas rojas y azules, una falda amarilla hasta los tobillos con una enagua blanca junto con zapatos amarillos y un lazo rojo en el cabello. Utiliza una capa marrón con el interior rojo para salir fuera del Castillo.

## Apariciones

### Películas y televisión

#### Snow White and the Seven Dwarfs(1937)
Había una vez una encantadora y hermosa princesa llamada Blancanieves, ella era obligada a ser sirvienta por su vanidosa madrastra, la Reina Grimhilde. Un día su madrastra mandó a un cazador a matar a Blancanieves, pero ella huyó. Blancanieves se pierde en el bosque, pero gracias a los animales del bosque, logra llegar hasta la casa de los siete enanitos. Pero cuando la Reina se entera de que Blancanieves todavía está viva decide transformarse en una horrible, vieja, anciana y fea bruja pordiosera y envenena una hermosa manzana roja que sumirá a Blancanieves en un sueño de muerte, del que únicamente se romperá si Blancanieves recibe el primer beso de amor verdadero de su amado príncipe. Cuando Blancanieves muerde la manzana, cae al suelo al instante, profundamente dormida. Los siete enanitos, para vengar su muerte, persiguen a la Reina por todo el bosque. La Reina está a punto de lanzarles una roca a los enanitos, cuando tropieza y cae al vacío. Blancanieves era tan hermosa, aún muerta, que los enanitos no tuvieron corazón para enterrarla, y la metieron en un ataúd de cristal donde dejaban flores cada día, y la visitaban junto con los animales del bosque. Un día, apareció el príncipe, que estuvo siempre enamorado de ella, y al verla en el ataúd, la besó, rompiendo el encantamiento de la manzana envenenada. Blancanieves despertó y, después de despedirse de los siete enanitos y de los animales, el príncipe la llevó a su castillo, donde fueron felices para siempre.

#### Sofia the First(2014)
Blancanieves hizo una aparición especial en el episodio "La Fiesta Encantada" en el que, contándole a Sofía cómo su madrastra le engañó al disfrazarse, le ayuda a adivinar que una nueva hechicera es en realidad una vieja amiga.

#### Descendants(2015)
Blancanieves (interpretada por Stephanie Bennett) aparece brevemente en la película de acción real de Disney Channel Descendants, donde trabaja como reportera de televisión en Áuradon cubriendo la noticia de la coronación del Príncipe Ben.

#### Ralph Breaks the Internet(2018)
Blancanieves aparece como un personaje secundario en el Salón de Princesas al que llega Vanellope junto con otras princesas Disney. En la película, la princesa aparece tanto con su vestuario original como con otro distinto más moderno y cómodo

#### Cameos
- ¿Quién engañó a Roger Rabbit? (1988)[6]
- Mickey's Magical Christmas (2001)
- House of Mouse (2001-2003)
- Mickey's House of Villains (2002)
- El Rey León 3: Hakuna Matata (2004)
- Once Upon a Studio (2023)

### Videojuegos
- Snow White and the Seven Dwarfs
- Kingdom Hearts (saga): Es una de las Siete Princesas del Corazón y aparece por primera vez capturada por Maléfica
- Disney Princess: Royal Adventure (2006)
- Disney Princess: Enchanted Journey (2007)
- Disney Princess: Magical Jewels (2007)
- Kinect Disneyland Adventures (2011)
- Epic Mickey: Power of Illusion (2012)
- Disney Magical World (2013)
- Hidden Worlds (2014)
- Disney Infinity (saga)
- Disney Magic Kingdoms (2016)
- Disney Emoji Blitz (2016)

### Disneyland
La actriz y bailarina JoAnn Dean Killingsworth fue contratada para interpretar a Blancanieves durante la inauguración de Disneyland el 17 de julio de 1955. convirtiéndose en la primera persona en representarla en los parques Disney. También fue la única princesa Disney que contó con su propia carroza en el primer desfile de Disneyland por Main Street, EEUU Desde el debut de Killingsworth en 1955, más de 100 actrices han interpretado a Blancanieves en Disneyland

### Libros
- La más bella del reino: Una historia de la Reina Malvada (2019) por Disney y Serena Valentino.
- La emperatriz del mal: Una historia del hada oscura (2019) por Disney y Serena Valentino.
- Mother Knows Best: A Tale of the Old Witch
- The Odd Sisters: A Tale of the Three Witche
- Mirror Mirror: A Twisted Tale

## Otras versiones
- En la serie de televisión Once Upon a Time[9] (Érase una vez en español), la actriz Ginnifer Goodwin interpreta a una versión de Blancanieves en el Bosque Encantado, hija del rey Leopoldo y de la reina Eva y, más tarde, hijastra de la Reina Malvada. En Storybrooke, Blancanieves aparece como Mary Margaret Blanchard, la maestra de Henry Mill en la escuela primaria.[10] Aunque principalmente basada en el personaje del cuento de hadas Blancanieves, al igual que otros personajes de la serie se inspiró también en la versión de Disney.
- En la película Snow White de 2025, sirviendo de adaptación en imagen real de la película animada de 1937, Blancanieves aparece siendo interpretada por la actriz Rachel Zegler.